# Исповест
Исповест је једна од хришћанских светих тајни у којој верник исповеда своје грехове свештенику (исповеднику) и прима опроштај грехова учињених после крштења, ради обнове своје заједнице са Богом и помирења са литургијском заједницом чији је он члан. 
Свете тајне покајања и исповести, у хришћанској традицији сматрају се неизбежним начелима у животу једног верника.
Тајна исповести претпоставља четири елемента: 
1. кајање
2. исповедање грехова
3. молитву за опроштај
4. помирење са заједницом, које се манифестује светим причешћем.

Покајање има стални карактер и може се вршити независно од причешћа.

## Начин исповести
Исповест се врши у храму или исповедаоници, пред свештеником. Верник тада исповеда све оно што га мучи у души и што му оптерећује савест, удаљује га од заједнице с Богом и Богослужења. Исповедају се греси, чак и они учињени у мислима и жељама. Препоручљиво је, исповедити свако огрешење о ближње, јер сваки грех који је учињен људима, чини се исто тако и Богу. 
На основу исповести свештеник може дати различити духовни лек - епитимију, према озбиљности грехова: ванредни пост, посебне молитве, накнаду некоме кога смо оштетили, дела милосрђа, или са се за извесно време не приступа Светој тајни причешћа. 

## Чување тајне
Савременим исповедницима забрањено је откривати грехе исповеданих, мада је у древна времена исповедање било и отворених и јавних исповести (први хришћани стидели су се хулити на Бога, а не људи). До 1917. године дозвољена су два изузећа од овог правила:
- ако је неко у исповести изјавио злу намеру против сувереног и јавног реда, а да истовремено није изразио порицање такве намере
- ако је неко, иако тајно, намерно направио искушење међу људима (верска фикција, лажно чудо) и признао а притом није изразио пристанак јавним саопштењем да ће последице искушења бити уништене.

Грехови откривени у исповести се не објављују ни под којим условима, чак ни приликом давања исказа током истраге и на суду.
Приликом исповедања забрањено је правити разлику између људи који су племенити и једноставни, препустити се једнима и строго поступати према другима, претворити признање у средство изнуђивања и нескромних захтева. Забрањено је истовремено исповедати више људи, не само одраслих, већ и деце. У исповести глувих или код страних држављана који не говоре локални језик, исповеднику је дозвољено да се обрати и да се упозна са моралним стањем исповеданог пред родбином, и такође га позове да писмено изјави своје грехе; овај запис се мора спалити у његовом присуству. Уз опомињање покајника и одређивање епитимије, исповедник је дужан разликовати грехе који се опраштају (начињене из незнања и слабости) од оних који се сматрају смртним, у случају да покајање лиши хришћанина Божје благодати.